# Franciszek Florian Czaki
 (novembre 2023).
Si vous disposez d'ouvrages ou d'articles de référence ou si vous connaissez des sites web de qualité traitant du thème abordé ici, merci de compléter l'article en donnant les références utiles à sa vérifiabilité et en les liant à la section « Notes et références ».
Franciszek Florian Czaki (de Kerestszegh, en hongrois : Czaki Flóris , 1710-1772) fut un cartographe, ingénieur et capitaine de l'artillerie polonaise de nationalité hongroise. Il fut, à partir de 1765, l'un des principaux cartographes du dernier roi de Pologne Stanislas II. En 1772 il sortit 24 cartes détaillées de la Pologne à l’échelle 1:629 000. Il planifia plusieurs canaux en Pologne et Lituanie incluant le Canal Dniepr-Bug.